# Lingua bonggo
La lingua bonggo o armopa è una lingua austronesiana parlata nella reggenza di Sarmi in provincia di Papua da circa 790 persone.